# Ignacy (Georgakopulos)
Ignacy, imię świeckie Panajotis Georgakopulos (ur. 5 kwietnia 1956 w Ajos Dimitrios) – duchowny Greckiego Kościoła Prawosławnego, od 1998 metropolita Dimitrias i Almiros (z siedzibą w Wolosie).

## Życiorys
Ukończył studia na wydziale teologicznym Uniwersytetu Narodowego w Atenach. Święcenia diakonatu przyjął 24 października 1976, a prezbiteratu 3  kwietnia 1983. Chirotonię biskupią otrzymał 10 października 1998.
W czerwcu 2016 r. uczestniczył w Soborze Wszechprawosławnym na Krecie.